# 日乃出会館
日乃出会館（ひのでかいかん）は、宮城県仙台市青葉区中央1丁目にかつて存在した、映画館（日乃出劇場・日乃出プラザ劇場・日乃出スカラ座・シネマ仙台）を含む商業施設ビル「日乃出興業ビル」の通称である。

## 略歴
竹中工務店が構造設計を行った地上8階・地下1階の商業施設ビルとして1957年（昭和32年）4月14日にオープンした。当初、1階と2階に洋画ロードショー館の日乃出劇場、5階に日乃出5階劇場、地下1階に名画座の日乃出地下劇場とニュース映画専門館の日乃出ニュース劇場があり、7階が展示会などの催しを行う大ホール、屋上にローラースケート場があった。日乃出会館のオープンにより、仙台市内の映画館は同館内の4スクリーンを含めて24館となった。
その後、1970年代以降の改装により、1階がパチンコ店に、地下1階の2館が日乃出劇場とシネマ仙台、3階がボウリング場から日乃出スカラ座、4階が日乃出プラザ劇場となった。開業当初から日乃出興業が映画館を経営・運営していたが、後年は東京都新宿区で「新宿スカラ」などを経営していた三和興行に移管した。近隣の仙台東宝劇場と共に東北地方における東宝系列のチェーンマスターとして親しまれた。2000年（平成12年）以降、市内に開業したシネマコンプレックスの影響で次第に業績が低下し、2002年（平成14年）9月17日をもって全ての映画館が閉館し、45年の歴史に幕を閉じた。
その後、このビルはパチンコホール「ベガスベガス」などを運営する山形市の大成商事（当時）に売却され「大成商事GSビル」となった。さらに2008年（平成20年）4月17日に「大成商事GSビル」はオリックス不動産に売却され「GSビル」となった。耐震性に問題があり解体するとしてオリックス不動産はテナントに退去を求めていると2017年（平成29年）3月17日に報道された。2018年（平成30年）6月、「GSビル」の解体工事が開始され、2019年（令和元年）秋に完了した。

## 映画館
以下の館名及び座席数は閉館時のもの。
| 館名（所在階）           | 座席数 | 特徴 |
| ------------------------ | ------ | --- |
| 日乃出劇場 （地下1階）   | 264    | 主に日劇東宝（現：TOHOシネマズ日劇スクリーン2）で上映される東宝邦画系封切作品を上映。 1ヵ月に1作の割合で新作が封切られていた。                                     |
| シネマ仙台 （地下1階）   | 158    | やや特徴のある邦画・洋画を上映。 日比谷映画やニュー東宝シネマ（現：TOHOシネマズ有楽座）の作品が多かった。 東一番丁の仙台日活劇場閉館後は、にっかつ封切作品を上映。 |
| 日乃出スカラ座 （3階）   | 266    | 常に洋画とヒット予想の高い邦画を上映。 日劇プラザ（現：TOHOシネマズ日劇スクリーン3）の作品が多かった。                                                             |
| 日乃出プラザ劇場 （4階） | 306    | 常に洋画の大作・話題作をメインに上映。 日比谷スカラ座（現：TOHOシネマズスカラ座）の作品が多かった。                                                                |